# Adoratrices Perpetuas del Santísimo Sacramento
La Orden de las Adoratrices Perpetuas del Santísimo Sacramento (en latín: Ordinis Adoratrices Perpetuae Sanctissimi Sacramenti) son una Orden religiosa católica femenina monacal de derecho pontificio, fundada por la religiosa italiana María Magdalena de la Encarnación. Las religiosas de este instituto son conocidas popularmente como sacramentinas y cada monasterio es independiente.

## Historia

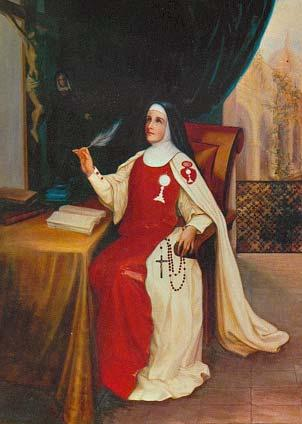
María Magdalena de la Encarnación (1770-1824) fundadora del instituto.

María Magdalena de la Encarnación, siendo abadesa del monasterio franciscano de Ischia di Castro, con la ayuda del sacerdote Giovanni Antonio Baldeschi, pidió al papa la autorización para fundar una rama independiente, dedicada a la estricta clausura y a la adoración del Santísimo Sacramento. De ese modo el papa Pío IX, concedió a María Magdalena y once compañeras franciscanas, salir de su monasterio y fundar uno nuevo en Roma para cumplir el fin establecido. El primer monasterio de la congregación fue el de San Joaquín y Santa Ana alle Quattro Fontane,, donde se establecieron el 8 de julio de 1809.
Las monjas fueron expulsadas del monasterio, durante la invasión de Roma de las tropas francesas. Las religiosas se establecieron en Porto Santo Stefano. Regresaron el 24 de mayo de 1814, cuando Pío VII recuperó el poder de Roma. El mismo papa aprobó la Orden el 13 de febrero de 1818.

## Organización
Las monjas sacramentinas siguen la Regla de San Agustín y la administración es descentralizada, es decir, cada monasterio es independiente. Para unir esfuerzos se ha creado la Federación Italiana de Monjas Sancramentinas (comprendiendo los de Austria, España y Kenia), conservando la autonomía monástica. Los monasterios presentes en América se mantienen fuera de la federación. Dichos monasterios se han levantado siempre al interior de las ciudades y no a las afueras como era la costumbre de las órdenes monásticas. La razón es que la fundadora pretendía con ello la santificación de los centros urbanos.
Las monjas se dedican a la adoración perpetua del Santísimo Sacramento siempre expuesto en el altar. Portan un hábito que se conforma de una túnica blanca con escapulario rojo y velo negro.
En 2015, la Orden contaba con unas 853 monjas y 60 monasterios, presentes en Austria, Chile, España, Estados Unidos, Italia, Kenia y México.